# Festival du film policier de Cognac
Ne doit pas être confondu avec Festival Polar de Cognac.
Le festival du film policier de Cognac est un ancien festival cinématographique créé par Lionel Chouchan, mais aussi littéraire malgré son nom, dont la première édition a eu lieu en 1982.
Rendez-vous de tous les amateurs de polar pendant vingt-six ans et au cours de vingt-cinq éditions (pas de festival en 1991 pour cause de guerre du Golfe), le festival est longtemps associé à de grands noms du cinéma, tels Claude Chabrol et Terence Young. Il a également permis d'assister aux débuts de réalisateurs aujourd'hui reconnus tels Xavier Gens (pour son court-métrage Au petit matin en 2006) et Joe Carnahan (pour Narc en 2002 et Mi$e à prix en 2007).
La 25e et dernière édition a lieu en juin 2007. La fin de l'organisation du festival est annoncée en décembre de la même année.
Le 26 juin 2008, la ville de Beaune (Côte-d'Or) annonce la reprise du festival, appelé désormais festival international du film policier de Beaune et dont la première édition se tient en avril 2009.

## Catégories
- Prix littéraires :
  - Grand prix du roman noir français
  - Grand prix du roman noir étranger
  - Prix du roman policier
- Prix cinématographiques :

## Palmarès

### 1982
- Grand prix : Pas l'ombre d'un doute, de John Laing (Nouvelle-Zélande)
- Prix spécial du jury : Deux cent mille dollars en cavale, de Roger Spottiswoode (États-Unis)
- Prix de la critique : Un sale boulot pour une femme, de Chris Petit (Grande-Bretagne)

### 1983
- Grand prix : 48 Heures, de Walter Hill (États-Unis)
- Prix spécial du jury : Big Shots, de Yankul Goldwasser (Israël)
- Prix de la critique : Chicanos Story, de Luis Valdez (États-Unis)

### 1984(3eédition)
- Grand prix : L'Addition, de Denis Amar (France)
- Prix spécial du jury : Osterman week-end (The Osterman Weekend), de Sam Peckinpah (États-Unis)
- Prix de la critique : Le Temps de la revanche, d'Adolfo Aristarain (Argentine)
- Prix TF1 : Le Temps de la revanche, d'Adolfo Aristarain (Argentine)
- Prix du roman policier : Des voisins très inquiétants de Caroline Pourunjour (Le Masque)

### 1985
- Grand prix : Une sale petite guerre, d'Héctor Olivera (Argentine)
- Prix spécial du jury : Série noire pour une nuit blanche, de John Landis (États-Unis)
- Grand prix TF1 : Un été pourri, de Phillip Borsos (États-Unis)
- Prix de la critique : Sang pour sang, de Joel Coen (États-Unis)
- Prix du grand public : Un été pourri, de Phillip Borsos (États-Unis)
- Prix du roman policier : Pas de quoi noyer un chat de Bachellerie (Le Masque)

### 1986
- Grand prix du jury : The hitcher, de Robert Harmon (États-Unis)
- Prix spécial du jury : Jackals, de Gary Grillo (États-Unis)
- Prix TF1 : The hitcher, de Robert Harmon (États-Unis)
- Mention spéciale TF1 : Où est passée Jessica ?, de Carlo Vanzina (Italie)
- Prix du grand public : Police fédérale Los Angeles (To Live and Die in L.A.) de William Friedkin (États-Unis)
- Prix du roman policier : Les Jeux de l'amour et de la mort de Fred Vargas (Le Masque)

### 1987
- Grand prix du jury : Big Easy : le flic de mon cœur (The Big Easy), de Jim McBride (États-Unis)
- Prix spécial du jury : Les mois d'avril sont meurtriers, de Laurent Heynemann (France)
- Prix spécial du jury : Backlash (en), de Bill Bennett (en) (Australie)
- Prix de la critique : Le sixième sens, de Michael Mann (États-Unis)
- Prix du grand public : Apology, de Robert Bierman (États-Unis)
- Prix TF1 : Backlash (en), de Bill Bennett (en) (Australie)
- Prix du roman policier : La quatrième porte de Paul Halter (Le Masque)

### 1988
Jury constitué de Paul-Loup Sulitzer, Christopher Lee, Guy Marchand, Marie-Christine Barrault et Roger Vadim.
- Grand prix du jury : L'année du chat (Die Katze), de Dominik Graf (RFA)
- Prix spécial du jury : El Lute, marche ou crève, de Vicente Aranda (Espagne)
- Prix de la critique : Stepfather, de Joseph Ruben (États-Unis)
- Prix coup de cœur LTC : El Lute, marche ou crève, de Vicente Aranda (Espagne)
- Grand prix FR3 : L'année du chat (Die Katze), de Dominik Graf (RFA)
- Prix du grand public : The rosary murders, de Fred Walton (États-Unis)
- Grand prix Cluedo du court-métrage : VO, de Christophe Delmas (France)
- Prix du roman policier : Faculté de meurtres, de Janine Le Fauconnier (Le Masque)

### 1989
- Grand prix : Coupable ressemblance, de Joseph Ruben (États-Unis)
- Prix spécial du jury : Little sweetheart, d'Anthony Simmons (Grande-Bretagne)
- Prix spécial du jury : Without a clue, de Thom Eberhardt (États-Unis)
- Prix de la critique : Le crime d'Antoine, de Marc Rivière (France)
- Prix du public : Pour la gloire, de Martin Stellman (Grande-Bretagne)
- Prix du court-métrage : Avant l'orage, de Bertrand Stephant-Andrews (France)
- Prix du roman policier : Les jardins du casino de Michel Amelin (Le Masque)

### 1990
- Grand prix : Kill me again, de John Dahl (États-Unis)
- Prix du public : Les quatre criminels, d'Alexandre Muratov (URSS)
- Prix du court-métrage policier et noir : Boomerang, de Christian Lejalé (France)
- Mention spéciale du court-métrage policier et noir : Sept minutes trente-cinq, de Bernard Uzan (France)
- Grand prix M6 : Époux en froid, de Clare Peploe (France)
- Prix du roman policier : Les fous de Scarron de Christian Poslaniec (Le Masque)

### 1991
- Annulé pour cause de guerre du Golfe
- Prix du roman policier : La Bostonnienne de Andrea H. Japp (Le Masque)

### 1992
- Grand prix : La main sur le berceau, de Curtis Hanson (États-Unis)
- Prix spécial du jury : Kuffs, de Bruce A. Evans (États-Unis)
- Prix de la critique : Face à face (Knight Moves), de Carl Schenkel (France - Allemagne)
- Prix du public « Crédit Agricole » : La main sur le berceau, de Curtis Hanson (États-Unis)
- Grand prix du télépolar « Cognac 92 » : Billy, de Marcel Bluwal (France)
- Mention spéciale du télépolar : Maigret et le corps sans tête, de Serge Leroy (France)
- Grand prix du court-métrage policier et noir : Le mort, de Christian Dor (France)
- Prix du roman policier : La dernière victime d'Emmanuel Ménard (Le Masque)

### 1993
- Grand prix : Un faux mouvement, de Carl Franklin (États-Unis)
- Prix spécial du jury : Jennifer 8, de Bruce Robinson (États-Unis)
- Mention spéciale long-métrage : Nero, de Giancarlo Soldi (Italie)
- Prix de la critique : Un faux mouvement, de Carl Franklin (États-Unis)
- Prix du public : Jennifer 8, de Bruce Robinson (États-Unis)
- Grand prix Télé « Cognac 93 » : Meurtre avec préméditation : Pris au piège, de Michel Favart (France)
- Mention spéciale télépolar : Une femme pour moi, d'Arnaud Sélignac (France)
- Court-métrage policier et noir : André Baston, de Laurent Ardoint, Stéphane Duprat et Florence Roux (France)
- Mention spéciale court-métrage : Lava story, de Philippe Niang (France)
- Prix du roman policier : Tout abus sera puni de Philippe Le Marrec (Le Masque)

### 1994
- Grand prix : La scorta, de Ricky Tognazzi (Italie)
- Prix spécial du jury : Les braqueuses, de Jean-Paul Salomé (France)
- Prix de la critique : The last seduction, de John Dahl (États-Unis)
- Prix du public « Crédit Agricole » : Malice, d'Harold Becker (États-Unis)
- Grand prix télé « Cognac 94 » : La bavure, d'Alain Tasma (France)
- Prix du court-métrage policier et noir : Bleu dommage, de Stéphane Brizé (France)
- Mention spéciale court-métrage : Bloody Mary, de Guy Mazarguil (France)
- Prix du roman policier : Des lapins et des hommes d'Olivier Seigneur (Le Masque)

### 1995
- Grand prix : Petits Meurtres entre amis, de Danny Boyle (Grande-Bretagne)
- Prix spécial du jury : Innocents et coupables, de Paul Mones (États-Unis)
- Prix de la critique : Sonatine, mélodie mortelle, de Takeshi Kitano (Japon)
- Prix du public « Crédit Agricole » : Petits Meurtres entre amis, de Danny Boyle (Grande-Bretagne)
- Grand prix téléfilm polar : Kléber : le pas en avant, de Patrick Jamain (France)
- Prix du court-métrage policier et noir : Terre sainte, de Xavier Giannoli (France)
- Mention spéciale court-métrage : L'amour est un plat qui se mange froid, de Wilfrid Thoma-Brunière (France)
- Prix du roman policier : On tue chez Molière de Cérignac (Le Masque)

### 1996
- Grand prix : L'ultime souper, de Stacy Title (États-Unis)
- Prix du jury : Dernières heures à Denver, de Gary Fleder (États-Unis)
- Prix de la critique : Dernières heures à Denver, de Gary Fleder (États-Unis)
- Prix du public « Crédit Agricole » : Copycat, de Jon Amiel (États-Unis)
- Grand prix télépolar : Le cœur étincelant, d'Henri Helman (France)
- Grand prix du court-métrage policier et noir : Des hommes avec des bas, de Pascal Chaumeil (France)
- Prix du roman policier : Peur sur l'asile de Jean-François Lemaire (Le Masque)

### 1997
- Grand prix : Freeway, de Matthew Bright (États-Unis)
- Prix du jury : Set if off, de F. Gary Gray (États-Unis)
- Prix de la critique : Freeway, de Matthew Bright (États-Unis)
- Prix du public « Crédit Agricole » : Unforgettable, de John Dahl (États-Unis)
- Grand prix du court-métrage Policier et Noir : La nuit est belle, de Laurent Firode (France)
- Grand prix du télépolar : Profession : grand frère, de Philippe Triboit (France)
- Prix spécial du jury télépolar : Julie Lescaut : Abus de pouvoir, d'Alain Wermus (France)
- Prix du roman policier : Pas de vieux os de Jacques Bardin (Le Masque)

### 1998
- Grand prix : Face, d'Antonia Bird (Royaume-Uni)
- Prix du jury : Le suspect idéal, de Jonas & Josh Pate (États-Unis)
- Prix de la critique : Face, d'Antonia Bird (Royaume-Uni)
- Prix du public « Crédit Agricole » : La Conciergerie, de Michel Poulette (Canada)
- Grand prix du court-métrage policier et noir 13e Rue : Taxi de nuit, de Marco Castilla (France)
- Grand prix du télépolar « Charente libre » : Peur blanche, d'Olivier Chavarot (France)
- Prix du roman policier : L'étoile d'or de Daniel Zufferey (Le Masque)

### 1999
- Grand prix : Another day in Paradise, de Larry Clark (États-Unis)
- Prix du jury : C'est pas mon jour !, de Skip Woods (États-Unis)
- Prix du jury : Un plan simple, de Sam Raimi (États-Unis)
- Prix de la critique : Judas Kiss, de Sebastián Gutiérrez (États-Unis)
- Prix « Sang neuf » : Postman blues, de Sabu (Japon)
- Grand prix du court-métrage Policier et Noir 13e Rue : Samedi, dimanche et aussi lundi, d'Éric Valette (France)
- Grand prix du télépolar « Charente libre » : Lisa et Simon : une dette mortelle, d'Alain Tasma (France)
- Grand prix du télépolar « Charente libre » : Les Cordier, juge et flic : Le deuxième fils, de Jean-Denis Robert (France)
- Prix « Première » du public : Payback, de Brian Helgeland (États-Unis)
- Prix du roman policier : L'algèbre du besoin de Guillaume Lebeau (Le Masque)

### 2000
- Grand prix : Une affaire de goût, de Bernard Rapp (France)
- Prix du jury : Gangsta cop, de Michael Rymer (États-Unis)
- Prix de la critique : Une affaire de goût, de Bernard Rapp (France)
- Prix « Sang neuf » : Pups (en), d'Ash (en) (États-Unis)
- Grand prix du court-métrage Policier et Noir 13e Rue : La place du mort, de Sébastien Drouin (France)
- Prix « Spécial police » : Gangsta cop, de Michael Rymer (États-Unis)
- Prix des lecteurs CinéLive (Prix de la découverte) : Une affaire de goût, de Bernard Rapp (France)
- Grand prix du télépolar : Crimes en série : Histoire d'amour, de Patrick Dewolf (France)
- Grand prix du roman noir français : L'homme à l'envers de Fred Vargas (J'ai lu)
- Prix du roman policier : Un raccourci saisissant de Dorothée Chifflot (Le Masque)

### 2001
- Grand prix : Chopper, d'Andrew Dominik (Australie)
- Prix du jury : La comunidad, d'Álex de la Iglesia (Espagne)
- Prix de la critique : Chopper, d'Andrew Dominik (Australie)
- Prix « Sang neuf » : Sleepwalker, de Johnannes Runeborg (Suède)
- Grand prix du court-métrage Policier et Noir 13e Rue : Tea time, de Philippe Larue (France)
- Prix « Spécial police » : The hole, de Nick Hamm (Royaume-Uni)
- Prix des lecteurs CinéLive : La comunidad, d'Álex de la Iglesia (Espagne)
- Grand prix du télépolar : Brigade spéciale : Un jeu dangereux, de Charlotte Brändström (France)
- Grand prix du roman noir français : Le chant du bouc de Chantal Pelletier (Série noire)
- Prix du roman policier : Musique de nuit de Bertrand Puard (Le Masque)

### 2002
- Grand prix : Les neuf reines (Nueve reinas), de Fabián Bielinsky (Argentine)
- Prix du jury : Lantana, de Ray Lawrence (Australie)
- Prix « Sang neuf » : Killing angel (M. In-Between), de Paul Sarossy (Royaume-Uni)
- Grand prix du court-métrage Policier et Noir 13e Rue : La nuit du chien, de Robin Sykes (France)
- Prix « Spécial police » : Narc, de Joe Carnahan (États-Unis)
- Grand prix du télépolar : Le juge est une femme : L'ami d'enfance, de Charlotte Brändström (France)
- Prix « Première » : Les neuf reines, de Fabián Bielinsky (Argentine)
- Grand prix du roman noir français : Nos fantastiques années fric, de Dominique Manotti (Payot & Rivages)
- Prix du roman policier : L'Instinct maternel de Barbara Abel (Le Masque)

### 2003
- Grand prix : Box 507 (La caja 507) d'Enrique Urbizu (Espagne)
- Prix du jury : Un nouveau Russe de Pavel Lounguine (France - Russie)
- Prix de la critique internationale : Box 507 d' Enrique Urbizu (Espagne)
- Prix de la critique internationale : Corps-à-corps, de François Hanss et Arthur-Emmanuel Pierre (France)
- Prix « Spécial police » : Box 507 d'Enrique Urbizu (Espagne)
- Prix « Première » : Box 507 d' Enrique Urbizu (Espagne)
- Prix « Sang neuf » : O homen do ano, de José Henrique Fonseca (Brésil)
- Grand prix du télépolar : Maigret : Signé Picpus, de Jacques Fansten (France)
- Grand prix du court-métrage policier et noir 13e Rue : Bloody pizza, de Michel Rodas (France)
- Grand prix du roman noir français : Passe-temps pour âmes ignobles de Louis Sanders (Rivages/Noir) (France)
- Grand prix du roman noir étranger : Le jardin des pendus d'Ian Rankin (Le Rocher)
- Prix du roman policier : Bon baiser du purgatoire de Anne Cecili (Le Masque)

### 2004(22eéd.)
| Films primés                                 |                              |                    |              |
| Prix                                         | Titre                        | Réalisateur        | Pays         |
| Grand prix                                   | Memories of Murder           | Bong Joon-ho       | Corée du Sud |
| Prix du jury                                 | PTU                          | Johnnie To         | Hong Kong    |
| Prix du jury                                 | Lady Chance                  | Wayne Kramer       | États-Unis   |
| Prix médiathèques                            | Memories of Murder           | Bong Joon-ho       | Corée du Sud |
| Prix de la critique internationale           | La Mémoire du tueur          | Erik Van Looy      | Belgique     |
| Prix « Spécial police »                      | Memories of Murder           | Bong Joon-ho       | Corée du Sud |
| Prix « Première »                            | Memories of Murder           | Bong Joon-ho       | Corée du Sud |
| Prix « Sang neuf »                           | Rick                         | Curtiss Clayton    | États-Unis   |
| Grand prix du télépolar                      | Suzie Berton                 | Bernard Stora      | France       |
| Grand prix du télépolar                      | Malone : La Septième victime | Didier Le Pêcheur  | France       |
| Grand prix du court-métrage Policier et Noir | La Quille                    | Jean-Jacques Lelte | France       |

| Romans primés                     |                       |                       |                                                                                              |
| Prix                              | Titre                 | Auteur                | Références bibliographiques                                                                  |
| Grand prix du roman noir français | Carmelita             | Bernard Mathieu       | Paris : Gallimard, 2003, 551 p. (Le sang du capricorne ; 3) (La noire). (ISBN 2-07-074967-3) |
| Grand prix du roman noir étranger | Heartwood (Heartwood) | James Lee Burke       | Paris : Payot et Rivages, 2003, 298 p. (Rivages-thriller). (ISBN 2-7436-1097-2)              |
| Prix du roman policier            | Mortels Enfantillages | Jean-François Fournel | Paris : Librairie des Champs-Élysées, 2004, 311 p. (Le masque ; 2486). (ISBN 2-7024-3147-X)  |

### 2005(23eéd.)
| Films primés                                 |                          |                     |           |
| Prix                                         | Titre                    | Réalisateur         | Pays      |
| Grand prix                                   | Le Crime farpait         | Álex de la Iglesia  | Espagne   |
| Prix du jury                                 | Soundless                | Mennan Yapo         | Allemagne |
| Prix « Spécial police »                      | The Third Wave           | Anders Nilsson      | Suède     |
| Prix « Première »                            | Le Crime farpait         | Álex de la Iglesia  | Espagne   |
| Prix « Sang neuf »                           | Les Mauvais joueurs      | Frédéric Balekdjian | France    |
| Grand prix du télépolar                      | Les Montana : sans issue | Benoît d'Aubert     | France    |
| Grand prix du court-métrage Policier et Noir | Le Caissier              | Frédéric Pelle      | France    |

| Romans primés                     |                              |                                                             |                                                                                   |
| Prix                              | Titre                        | Auteur                                                      | Références bibliographiques                                                       |
| Grand prix du roman noir français | L'Homme aux lèvres de Saphir | Hervé Le Corre                                              | Paris : Payot et Rivages, 2004, 502 p. (Rivages noir ; 531). (ISBN 2-7436-1309-2) |
| Grand prix du roman noir étranger | Soul Circus (Soul Circus, ?) | George P. Pelecanos ; trad. Lise Dufaux et François Lasquin | Paris : Éd. de l'Olivier, 2004, 393 p. (Soul fiction). (ISBN 2-87929-364-2)       |
| Prix du roman policier            | Dernier Frisson              | Bernard Jourdain                                            | Paris : Éd. du Masque, 2005, 283 p. (Le Masque ; 2495). (ISBN 2-7024-3154-2)      |

### 2006(24eéd.)
| Films primés                                 |                                      |                     |            |
| Prix                                         | Titre                                | Réalisateur         | Pays       |
| Grand prix                                   | Silentium                            | Wolfgang Murnberger | Autriche   |
| Prix du jury                                 | Mastermind                           | Peter Flinth        | Suède      |
| Prix de la critique internationale           | Crime City (A Little Trip To Heaven) | Baltasar Kormákur   | Islande    |
| Prix « Spécial Police »                      | Mastermind                           | Peter Flinth        | Suède      |
| Prix « Sang neuf »                           | Brick                                | Rian Johnson        | États-Unis |
| Grand prix du court-métrage policier et noir | Au petit matin                       | Xavier Gens         | France     |

| Romans primés                     |                                                     |                                   | |
| Prix                              | Titre                                               | Auteur                            | Références bibliographiques                                                                                     |
| Grand prix du roman noir français | Loin des humains                                    | Pascal Dessaint                   | Paris : Payot et Rivages, 2004, 231 p. (Rivages-thriller). (ISBN 2-7436-1339-4)                                 |
| Grand prix du roman noir étranger | Nous avions un rêve (The last integrationist, 1996) | Jake Lamar ; trad. Nicholas Masek | Paris : Payot & Rivages, 2005, 366 p. (Rivages-thriller). (ISBN 2-7436-1436-6)                                  |
| Prix du roman policier            | Travail soigné                                      | Pierre Lemaitre                   | Paris : Éd. du Masque, 2006, 533 p. (Une enquête de Camille Verhoeven) (Le Masque ; 2501). (ISBN 2-7024-3362-6) |

### 2007(25eéd. et dernière édition)[1]
Le Festival du film policier de Cognac est maintenu à Cognac.
Le jury long-métrage est composé de :
- Claude Lelouch  (Président) , réalisateur
- Léa Drucker, comédienne
- Hélène Fillières, comédienne, réalisatrice
- Julie Gayet, comédienne
- Audrey Marnay, comédienne, mannequin
- Julien Clerc, auteur, compositeur, interprète
- Jean-Pierre Lorit, comédien
- Jocelyn Quivrin, comédien
- Bruno Wolkowitch, comédien

| Films primés                                 |                           |                         |             |
| Prix                                         | Titre                     | Réalisateur             | Pays        |
| Grand prix                                   | A Very British Gangster   | Donal MacIntyre         | Royaume-Uni |
| Prix du jury                                 | Jindabyne, Australie      | Ray Lawrence            | Australie   |
| Prix du jury                                 | Mi$e à prix               | Joe Carnahan            | États-Unis  |
| Prix de la critique internationale           | Mi$e à prix               | Joe Carnahan            | États-Unis  |
| Prix « Spécial Police »                      | A Very British Gangster   | Donal MacIntyre         | Royaume-Uni |
| Prix du public                               | Mr. Brooks                | Bruce A. Evans          | États-Unis  |
| Prix « Sang neuf »                           | La Nuit des tournesols    | Jorge Sanchez-Cabezudo  | Espagne     |
| Grand prix du court-métrage policier et noir | Le Mozart des pickpockets | Philippe Pollet-Villard | France      |

| Romans primés                     |                                                                       |                                          |                                                                                     |
| Prix                              | Titre                                                                 | Auteur                                   | Références bibliographiques                                                         |
| Grand prix du roman noir français | Le Silence des morts                                                  | Jean-Paul Nozière                        | Paris : Payot et Rivages, 2006, 324 p. (Rivages/Noir ; 596). (ISBN 2-7436-1512-5)   |
| Grand prix du roman noir étranger | L'Immense Obscurité de la mort (L'oscura immensità della morte, 2004) | Massimo Carlotto ; trad. Laurent Lombard | Paris : Métaillé, 2006, 191 p. (Suite italienne: noir no 117). (ISBN 2-86424-572-8) |
| Prix du roman policier            | À la vue, à la mort                                                   | Françoise Guérin                         | Paris : Éd. du Masque, 2007, 350 p. (Le Masque ; 2508). (ISBN 2-7024-3324-3)        |